# Juan Vasallo
Juan Antonio Vasallo (* 2. Juni 1927 in Chivilcoy; † 22. Juli 1995) war ein argentinischer Tango-Kontrabassist.

## Leben
Vasallo arbeitete nach dem Besuch einer Fachoberschule als Dreher. Er hatte seit seiner Kindheit verschiedene Instrumente zu spielen gelernt, darunter Bandoneon und Posaune, und hatte zwei Jahre Violinunterricht an einem Konservatorium. 1948 kaufte er seinen ersten Kontrabass und nahm Unterricht bei José Rovira. Im Folgejahr wurde er Mitglied im Orchester Alberto Caracciolos und darauf Nachfolger von Ítalo Bessa im Orchester Alberto Manciones, dem er bis 1954 angehörte. Mit Mancione debütierte er 1951 bei Radio El Mundo.
Im Orchester Astor Piazollas vertrat er zeitweilig dessen erkrankten Kontrabassisten Hamlet Greco; hier kam es 1957 und 1959 auch zu Aufnahmen. Weitere Stationen seiner Laufbahn waren die Orchester von Domingo Federico, Alfredo Calabró, Enrique Francini und Alfredo Gobbi. Mit Eduardo Rovira unternahm er eine zweijährige Tour durch Spanien und Portugal. Mit Atilio Stampone, den er Mitte der 1950er Jahre kennenlernte, trat er in der UdSSR auf. Ab 1958 war er Kontrabassist im Sinfonieorchester des Teatro Colón, bis er es 1984 auf Grund seiner stark nachlassenden Sehkraft verlassen musste.